# Moniki Bancilon
Moniki Karla Novais Bancilon, ortografiat uneori și Moniky Bancilon (n. 7 mai 1990, în Aracaju) este o handbalistă braziliană care joacă pe postul de intermediar stânga. Ea a fost în trecut componentă a echipei naționale a Braziliei și a participat cu aceasta la Campionatul Mondial din 2011, desfășurat în Brazilia. Tot cu echipa Braziliei, Bancilon a câștigat medalia de aur la Jocurile Panamericane din 2011.
Moniki Bancilon a evoluat și pentru reprezentativa de junioare a țării sale la Campionatul Mondial din 2008.
În decembrie 2015, Bancilon s-a transferat de la clubul francez ESBF la echipa românească CS Măgura Cisnădie, care joacă în Liga Națională.